# Alba Boström
Alba Boström, född 2001, är en svensk styrkelyftare. Hon tävlar i –63 kg-klassen i klassisk styrkelyft och blev världsmästare 2025. Vid världsmästerskapen 2025 satte hon ett nytt världsrekord i totalvikt med 565 kg. Boström är även tidigare juniorvärldsmästare och innehar flera nordiska rekord.

## Tävlingskarriär
Boström hade en mycket framgångsrik karriär som junior, vilken kulminerade i ett guld på junior-VM 2024. Under juniortiden satte hon flera rekord, bland annat juniorvärldsrekord i bänkpress och totalvikt.
Hennes största framgång som senior kom vid IPF:s världsmästerskap i klassisk styrkelyft i Chemnitz, Tyskland, i juni 2025. Under tävlingen presterade Boström nio av nio godkända lyft, vilket resulterade i guldmedalj och ett nytt världsrekord.

## Bakgrund och personligt
Boström har i intervjuer talat öppet om en bakgrund med psykisk ohälsa, inklusive anorexi och hetsätning. Hon har beskrivit att styrkelyftningen blev en vändpunkt som hjälpte henne att bygga upp både fysisk och mental styrka. Vid sidan av sin elitkarriär arbetar Boström som online-coach i styrkelyft.